# Afrička stranka za neovisnost Gvineje i Zelenortskih otoka (PAIGC)
Afrička stranka za neovisnost Gvineje i Zelenortskih otoka, također poznata pod akronimom PAIGC, bila je pokret koji je organizirao borbu za neovisnost Portugalske Gvineje (Gvineje Bisau) i otoka Zelenortskih otoka, koji su bili kolonije Portugala.
Nakon završetka rata za neovisnost, PAIGC je postao jedna od glavnih političkih stranaka u Gvineji Bisau.